# Carol Prunhuber
Carol Prunhuber (Caracas, Venezuela, 26 de julio de 1956) es una escritora y periodista venezolana.

## Carrera
Hija de la actriz venezolana María Luisa Sandoval y de padre estadounidense, Carol estudió Letras en Caracas y posteriormente cursó un doctorado en estudios hispanoamericanos en la Universidad de París. Desarrolló su trabajo periodístico en asuntos internacionales, se concentró específicamente en la situación del pueblo kurdo, y en los derechos humanos.
Comenzó a escribir para periódicos en español y después trabajó como agregada de prensa con destacados diplomáticos y políticos en Madrid. Fue corresponsal en el extranjero para el periódico venezolano El Nacional en Madrid en los años ochenta.
Conoció al líder iraní kurdo Abdul Rahman Ghassemlou en París en 1983. Mediante la agencia de noticias francesa Gamma TV, Carol viajó en 1985 a Kurdistán iraní, en Bagdad, para filmar sobre la lucha de los kurdos en Irán. Después de tres años de extensa investigación y entrevistas, Carol terminó de escribir Pasión y muerte de Rahmán el kurdo en 1991. El libro fue traducido al turco y al kurdo en 2009.
Ha escrito varios libros, incluyendo Agua, silencio, memoria y Felisberto Hernández (Caracas, 1986) y Pasión y muerte de Rahmán el kurdo (1991), y es coautora de Femmes: Les Grands Mythes Féminins à travers le monde (París, 1987) y Women: Around the World y Through the Ages (USA, 1990).
En 2019 Carol publicó su libro Sangre y Asfalto sobre las protestas en Venezuela de 2017, que fue presentado en Madrid, en París, y en la Feria del Libro de Miami.

## Obra
- Agua, silencio, memoria y Felisberto Hernández (Caracas, 1986)
- Femmes: Les Grands Mythes Féminins à travers le monde (París, 1987) (coautora)
- Women: Around the World and Through the Ages (USA, 1990) (coautora)
- Pasión y muerte de Rahmán el kurdo (1991)